# Kröcher (Adelsgeschlecht)

Wappen derer von Kröcher

Kröcher (auch Kroecher oder Kröchern) ist der Name eines alten Adelsgeschlechts aus dem Erzstift Magdeburg. Cröchern, der Stammsitz der Familie, ist heute ein Ortsteil der Gemeinde Burgstall im Landkreis Börde in Sachsen-Anhalt. Der Familienname wechselte zwischen Cröchern, Krocher, Krocker, Kröcker und Kröcher. Zweige der Familie bestehen bis heute.

## Geschichte
Die Herren von Kröcher gehörten zum magdeburgischen Uradel, sie siedelten sich auch schon früh in der Mark Brandenburg an. Ihr seltenes Wappenbild, das Kamel bzw. Dromedar, hatten sie mit dem ebenfalls erzmagdeburgischen und etwa zeitgleich erscheinenden Geschlecht von Olvenstedt gemeinsam. Zwischen beiden Familien bestand wohl eine Stammesgemeinschaft.
Urkundlich erschienen die Kröcher erstmals im Jahre 1184 mit Radobo de Crochere und in den Jahren 1189 bzw. 1197 ihre Stammvettern Marquardus und Albertus de Olvenstede. 1323 versprach das Kloster zum heiligen Geist in Salzwedel die von Kröchersche Stiftung zu erhalten. Während die Olvenstedt am Ende des 14. Jahrhunderts erloschen, konnten sich die Herren von Kröcher dauerhaft in der Mark Brandenburg halten.
In den 70er und 80er Jahren des 13. Jahrhunderts wirkte Johann von Kröcher am Hofe der brandenburgischen Markgrafen. Sein Sohn Johann, genannt Droiseke, urkundlich erwähnt 1281 bis 1321, gelangte in eine einflussreiche Stellung und wurde zum bedeutendsten Vertreter der Familie in der Zeit um 1300. Droiseke erwarb um 1296 die Burgen Beetzendorf und Calbe mit 21 Dörfern. Er war so vermögend, dass er mit seinen Angehörigen den Landesherren ungeheure Summen leihen konnte. Für dieses Darlehn erhielten die Kröcher Güter in der Prignitz, so unter anderem 1336 Roddahn, 1336, spätestens 1337 Lohm und im selben Jahr Dreetz in der Herrschaft Ruppin. Im Rahmen des brandenburgischen Interregnum von 1319 bis 1323 traten Droiseke von Kröcher und Redeke von Redern dem nach Brandenburg vordringenden mecklenburgischen Fürsten Heinrich II. 1319/1320 für 20.000 Mark die Pfandschaft über weite Teile der Prignitz ab, darunter Havelberg, Kyritz, Perleberg und Pritzwalk, außerdem das Ländchen Grabow.
Das altmärkische Beetzendorf ging 1343 an die von der Schulenburg über; Dreez wurde mehrfach geteilt, der letzte Anteil 1774 gegen Blankenberg getauscht, Lohm ebenfalls geteilt. Bis 1749 gehörte das kleine Rittergut Rehfeld bei Kyritz, mit Unterbrechungen, ebenso der Familie. 
In der Mitte des 15. Jahrhunderts teilte sich das Geschlecht in zwei große Linien. Die ältere erlosch in der ersten Hälfte des 18. Jahrhunderts, die jüngere verzweigte sich im 16. Jahrhundert weiter in vier große Äste. Der zweite Ast auf Vinzelberg (seit 1816) und Lohm II sowie der vierte Ast auf Lohm I und Babe (heute Ortsteil von Roddahn) in der Ostprignitz blühen bis heute.
Im Jahre 1887 widmete die Neue Preußische Zeitung dem Adelsgeschlecht, unter anderem im Bezug zum Erwerb von Lohm, einen Artikel mit dem Titel "Jubel-Fest der Familie v. Kröcher", welcher auch durch den Verein Herold nachpubliziert wurde.
Bedeutende Angehörige der neueren Zeit waren der Wirkliche Geheime Rat Jordan von Kröcher auf Vinzelberg (* 1846; † 1918), von 1898 bis 1911 Präsident des preußischen Abgeordnetenhauses und Bertha von Kröcher (* 1857; † 1922), eine Sozialreformerin und Gründerin der Vereinigung Konservativer Frauen. Hans Adolph Bernhard von Kröcher verkaufte 1924 das Gut Lohm II mit einer Größe von 953 Hektar und wanderte nach Amerika aus; seine Mutter und Schwester wohnten noch bis nach 1945 in einem Kavalierhaus. Vinzelberg wurde 1945 enteignet.

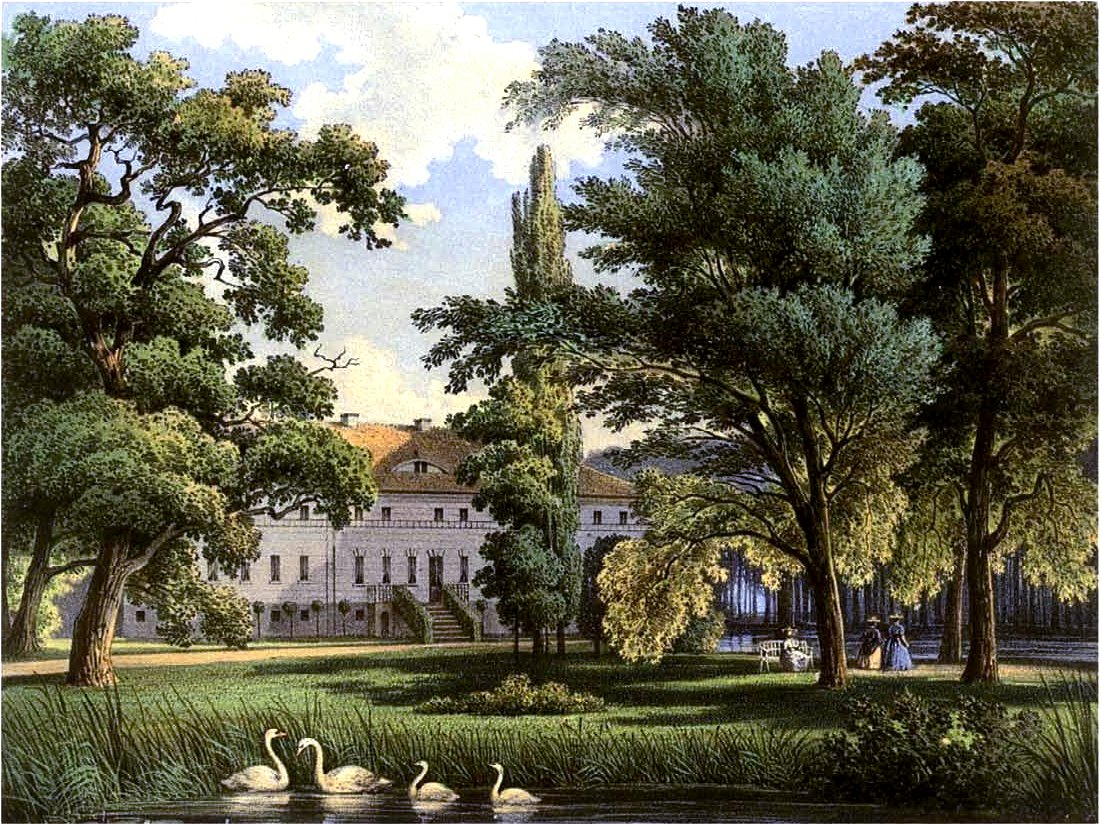
Schloss Vinzelberg, Altmark
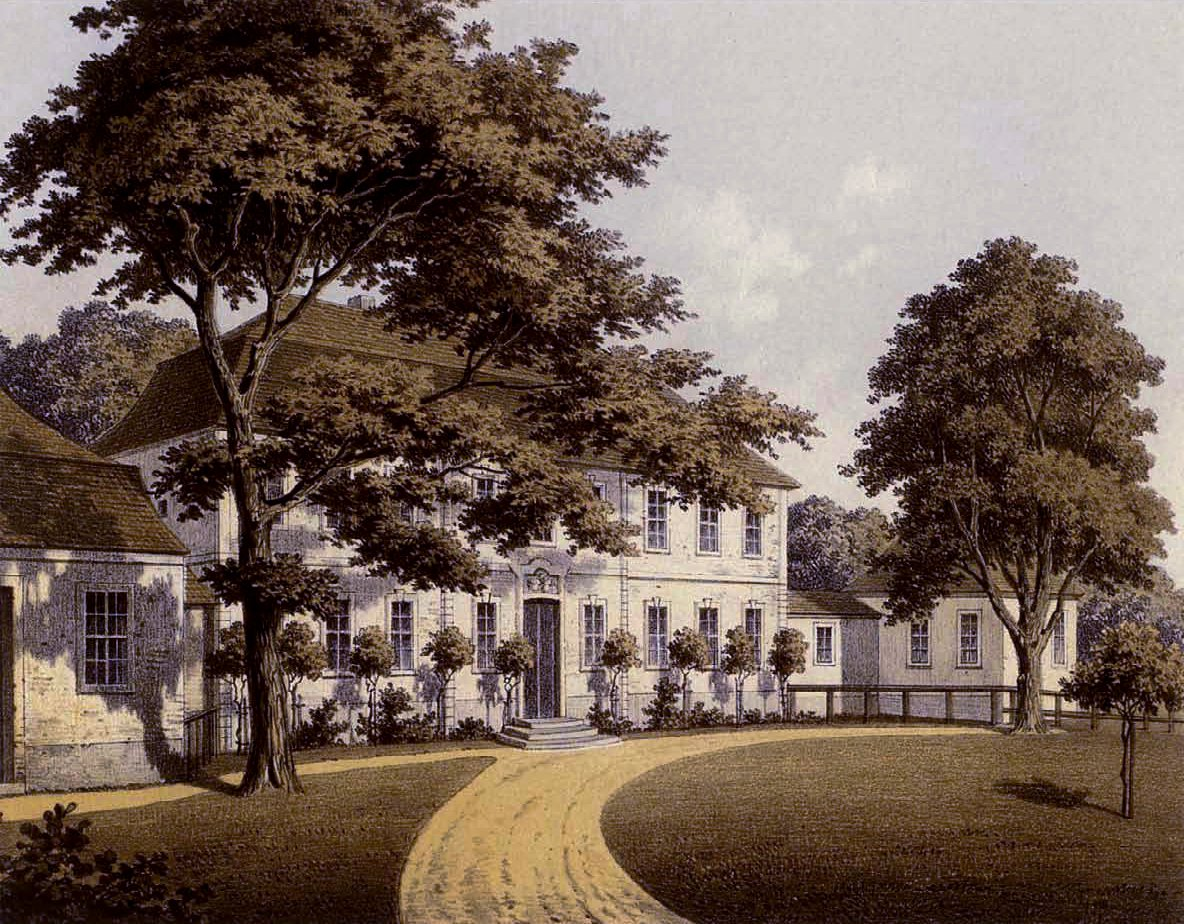
Schloss Lohm II, Ostprignitz

## Wappen

### Familienwappen
Das Wappen zeigt in Blau ein schreitendes, silbernes Kamel. Auf dem Helm mit blau-silbern Helmdecken ist das Kamel wachsend. 
Ältere Wappenabbildungen zeigen auch statt des Kamels ein Dromedar. Eine Familie von Olvenstedt wird nach der heraldischen Forschung über die Siegelführung ein artgleiches Wappen zugeschrieben. Dies beruht vermutlich auf die gleiche Herkunftsregion.

### Wappensage
Die Sage erzählte, einst hätten zwei Brüder Kröcher im gelobten Land eine Sarazenenschar getroffen, welche eine gefangene Christin auf einem reich beladenen Kamel mit sich führte. Sie hätten mutig die zahlreichen Feinde angegriffen und ihnen die Christin mitsamt den Schätzen entrissen, sie in die Heimat zurückgebracht und zur Erinnerung an diesem Tag das Kamel in ihr Wappen aufgenommen.
Historische Wappenabbildungen

Wappenbuch des Johann Friedrich Christoph Schrag (1703–1780)
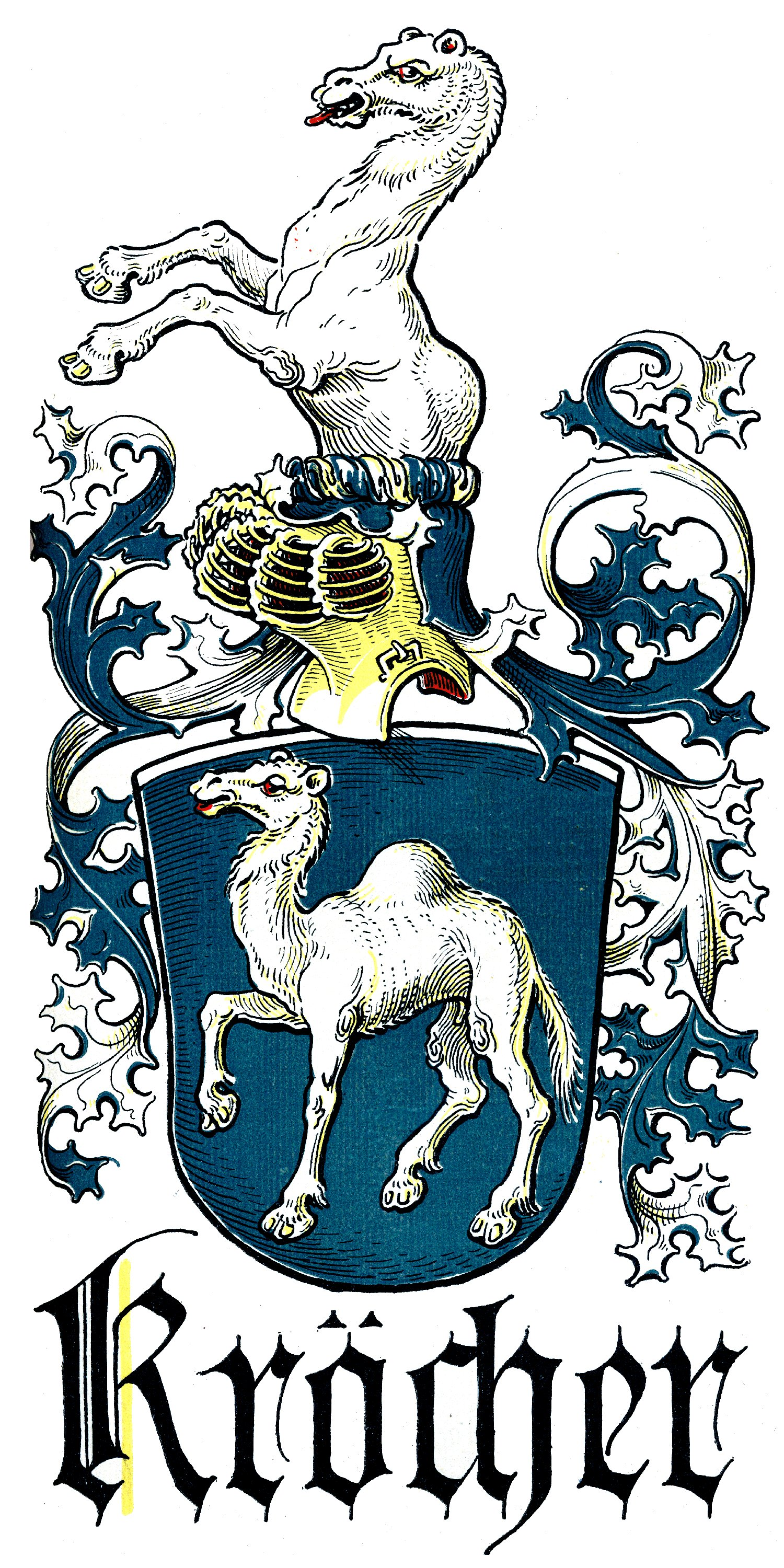
Wappengrafik von Otto Hupp im Münchener Kalender von 1927

## Namensträger

Bertha von Kröcher
(* 1857; † 1922)

- Georg Volrath von Kröcher (* 1678; † 1748), preußischer Generalleutnant, Amtshauptmann von Stettin und Jasenitz sowie Erbherr auf Lohm und Metzelthin
- Hans Ernst Wilhelm von Kröcher (* 1755; † 1798), Domherr zu Havelberg[8]
- Wilhelm von Kröcher (* 1782; † 1861), Rittergutsbesitzer, Landrat und Landesdirektor der Altmark
- Hans von Kröcher (1783–1852), preußischer Landrat im Landkreis Ostprignitz
- Friedrich Wilhelm von Kröcher (* 1810; † 1891), deutscher Rittergutsbesitzer und Verwaltungsbeamter
- August von Kröcher (* 1817; † 1887), preußischer Beamter, Familienforscher und von 1863 bis 1869 Mitglied des Preußischen Herrenhauses
- Adolf von Kröcher (* 1846; † 1922), preußischer Generalleutnant, auf Lohm II[9]
- Jordan von Kröcher (* 1846; † 1918), Wirklicher Geheimer Rat und Präsident des Preußischen Abgeordnetenhauses
- Bertha von Kröcher (* 1857; † 1922), Sozialreformerin und Gründerin der Vereinigung Konservativer Frauen
- Rabod von Kröcher (* 1880; † 1945), deutscher Springreiter und Silbermedaillengewinner der Olympischen Spiele 1912
- Britta von Kröcher (* 1942), deutsche Malerin und Künstlerin der Wachsbatik